# 1820 en arts plastiques
| Années des arts plastiques : 1817 - 1818 - 1819 - 1820 - 1821 - 1822 - 1823    |
| Décennies des arts plastiques : 1790 - 1800 - 1810 - 1820 - 1830 - 1840 - 1850 |

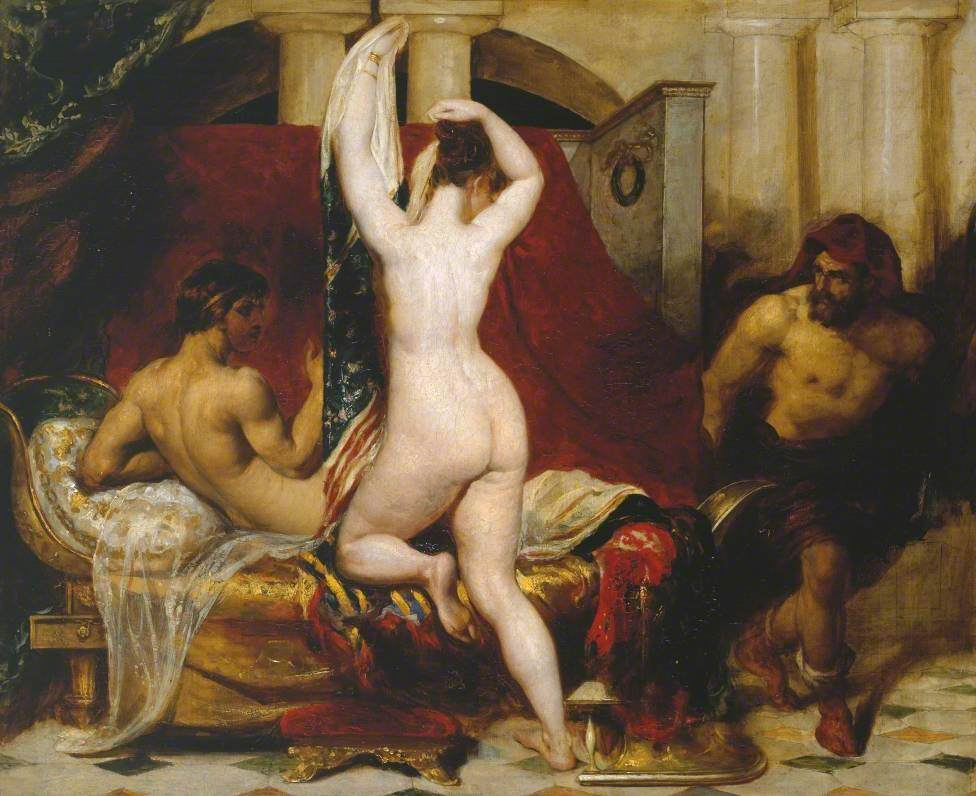
Le roi de Lydie Candaule montrant sa femme à Gyges, toile de William Etty.

Cette page concerne l'année 1820 en arts plastiques.

## Œuvres
- Goya et son médecin, huile sur toile par Francisco de Goya.
- The Ghost of a Flea, tempera et or sur panneau de bois de William Blake.

## Naissances
- 4 janvier : Jacob Jan van der Maaten, peintre paysagiste, graveur et dessinateur néerlandais († 16 avril 1879),
- 20 février : Nicola Palizzi, peintre italien († 20 septembre 1870),
- 17 avril : Achille Oudinot, peintre paysagiste, impressionniste français († 24 décembre 1891),
- 20 avril : Carl Haag, peintre allemand († 24 janvier 1915),
- 9 mai : Charles Nègre, peintre et photographe français († 16 janvier 1880),
- 10 mai : Ludwig des Coudres, peintre allemand († 23 décembre 1878),
- 12 mai : Josef Mánes, peintre austro-hongrois († 9 décembre 1871),
- 28 mai : Charles Ronot, peintre français († 21 janvier 1895),
- 29 mai : Ernest Slingeneyer, peintre belge († 27 avril 1894),
- 21 juin : Georg Wilhelm Timm, peintre russe († 19 avril 1895),
- 16 juillet : Pierre Edmond Alexandre Hédouin, peintre et graveur français († 13 janvier 1889),
- 9 août : François Roffiaen, peintre belge († 20 janvier 1898),
- 30 août : Jules Bouhin, sculpteur français,  († 30 septembre 1860),
- 7 septembre : Alfred de Curzon, peintre français († 4 juillet 1895),
- 22 septembre : Jean Hégésippe Vetter, peintre français († 26 mai 1901).
- 4 octobre : François Musin, peintre de marine belge († 24 octobre 1888),
- 15 novembre : Auguste Anastasi, peintre français († 15 mars 1889),
- 21 novembre : Charles Guilbert d'Anelle, peintre français († 21 juillet 1883),
- 22 novembre : Katherine Plunket, illustratrice et peintre anglo-irlandaise († 14 octobre 1932),
- 23 novembre : Ludwig von Hagn, peintre bavarois († 15 janvier 1898),
- 29 novembre : Eugène Lavieille, peintre français († 8 janvier 1889),
- 2 décembre : Joseph Buors, sculpteur français († 15 décembre 1879),
- 23 décembre : Édouard-Auguste Imer, peintre français († 13 juin 1881),
- ?
  - Samuel James Ainsley, peintre britannique († 1874).
  - Eugène-Pierre Gourdet, peintre et dessinateur français († 1889),
  - Bernhard Smith, sculpteur et peintre britannique († 7 octobre 1885).

## Décès
- 28 février : Simon Charles Miger, graveur français (° 19 février 1736),
- 11 mars :
  - Dominique Doncre, peintre français (° 28 mars 1743),
  - Benjamin West, premier peintre né en Amérique qui obtient une renommée artistique internationale (° 10 octobre 1738),
- 27 mars : Gerhard von Kügelgen, peintre allemand (° 6 février 1772),
- 28 mars : Nicolaas Baur, peintre néerlandais (] 12 septembre 1767),
- 17 mai : Vincenzo Brenna, architecte, décorateur et peintre suisse-italien (° 20 août 1745),
- 28 novembre : Antonio Concioli, peintre italien (° 1739),
- 2 décembre : Marie-Victoire Lemoine, peintre française  (° 1754),
- ? : Pietro Bonato, peintre et graveur baroque italien (° 1765).